# جسر سرتششمة
جسر سرتششمة (بالفارسية: پل سرچشمه) هو جسر تاريخي يعود إلى عصر السلالة الصفوية، ويقع في مقاطعة مراغة.